# العلاقات السيراليونية الكوبية
العلاقات السيراليونية الكوبية هي العلاقات الثنائية التي تجمع بين سيراليون وكوبا.

## مقارنة بين البلدين
هذه مقارنة عامة ومرجعية للدولتين:
| وجه المقارنة                                              | سيراليون       | كوبا                              |
| --------------------------------------------------------- | -------------- | --------------------------------- |
| المساحة (كم2)                                             | 71.74 ألف      | 109.88 ألف                        |
| عدد السكان (نسمة)                                         | 7.56 مليون     | 11.48 مليون                       |
| الكثافة السكانية (ن./كم²)                                 | 105.38         | 104.48                            |
| العاصمة                                                   | فريتاون        | هافانا                            |
| اللغة الرسمية                                             | لغة إنجليزية   | اللغة الإسبانية                   |
| العملة                                                    | ليون سيراليوني | بيزو كوبي، بيزو كوبي قابل للتحويل |
| الناتج المحلي الإجمالي (بليون دولار)                      | 3.77 مليار     | 87.13 مليار                       |
| الناتج المحلي الإجمالي (تعادل القوة الشرائية) بليون دولار | 10.13 مليار    |                                   |
| الناتج المحلي الإجمالي الاسمي للفرد دولار أمريكي          | 653            |                                   |
| الناتج المحلي الإجمالي للفرد دولار أمريكي                 | 1.97 ألف       |                                   |
| مؤشر التنمية البشرية                                      | 0.413          | 0.769                             |
| رمز المكالمات الدولي                                      | +232           | +53                               |
| رمز الإنترنت                                              | .sl            | .cu                               |
| المنطقة الزمنية                                           | 00             | 00                                |

## منظمات دولية مشتركة
يشترك البلدان في عضوية مجموعة من المنظمات الدولية، منها:
| علم المنظمة | اسم المنظمة                                 | تاريخ انضمام سيراليون | تاريخ انضمام كوبا |
| ----------- | ------------------------------------------- | --------------------- | ----------------- |
|             | منظمة التجارة العالمية                      | ?                     | ?                 |
|             | منظمة حظر الأسلحة الكيميائية                | ?                     | ?                 |
|             | الأمم المتحدة                               | 27 سبتمبر 1961        | 24 أكتوبر 1945    |
|             | الاتحاد الدولي للاتصالات                    | 30 ديسمبر 1961        | 16 يناير 1918     |
|             | منظمة الشرطة الجنائية الدولية               | ?                     | ?                 |
|             | مجموعة دول أفريقيا والكاريبي والمحيط الهادئ | ?                     | ?                 |
|             | الاتحاد البريدي العالمي                     | ?                     | ?                 |
|             | يونسكو                                      | 28 مارس 1962          | 29 أغسطس 1947     |

## وصلات خارجية
- موقع وزارة الخارجية الكوبية